# Zhonghe
Zhonghe, auch Jhonghe oder Chunghe (chinesisch 中和區, Pinyin Zhōnghé Qū, Tongyong Pinyin Jhonghé Cyu, W.-G. Chung-ho Ch'ü), ist ein Bezirk der Stadt Neu-Taipeh im Norden der Republik China auf Taiwan.

## Lage
Zhonghe liegt südwestlich von Taipeh am Rand des Taipeh-Beckens. Im Norden bildet der Xindian-Fluss die Grenze zu Taipeh, im Süden reichen einige Hügel ins Stadtgebiet hinein. Nachbarbezirke in Neu-Taipeh sind Banqiao im Nordwesten, Tucheng im Südwesten, Xindian im Südosten und Yonghe im Nordosten.
Zhonghe verfügt über eine Anschlussstelle an die Autobahn 3, die südlich an Taipeh vorbeiführt, und ist über die orange Zhonghe-Linie an das U-Bahn-Netz Taipehs angebunden.

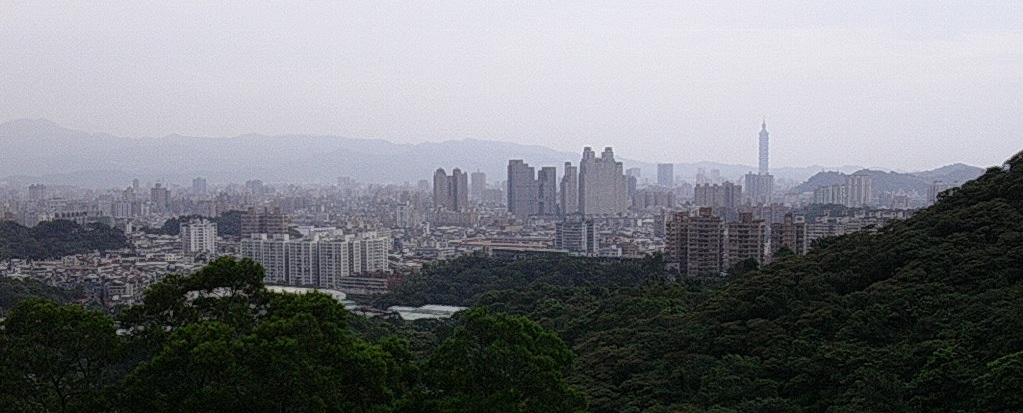
Blick von Süden auf Zhonghe, im Hintergrund Taipeh mit dem Hochhaus Taipei 101

## Geschichte
Noch 1946 war Zhonghe eine Landgemeinde (鄉,  Xiāng) mit weniger als 30.000 Einwohnern. Aufgrund der Nähe zu Taipeh wuchs die Einwohnerzahl stark an. Im Jahr 1958 wurde aus dem nordöstlichen Teil der Gemeinde die neue Stadt Yonghe gebildet. Zhonghe und Yonghe werden zusammen auch als Shuanghe (雙和 – „He-Zwillinge“) bezeichnet, was sich auf den gemeinsamen Namensteil He (和) bezieht. Von 1979, als der Ort 170.000 Einwohner hatte, bis 2010 hatte Zhonghe den offiziellen Status einer Großstadt (市,  Shì) im Landkreis Taipeh. 2010 war sie sechstgrößte Stadt Taiwans. Seit der Gründung der Stadt Neu-Taipeh am 25. Dezember 2010 hat Zhonge den Status eines Stadtbezirks (區,  Qū).

## Sehenswürdigkeiten
In Zhonghe befindet sich der Hongludi (烘爐地)-Tempel aus der zweiten Hälfte des 18. Jahrhunderts. Im Jahr 1996 wurde hier eine weithin sichtbare, 33 Meter hohe Kolossalstatue, die die chinesischen Erdgottheit Tudigong (土地公) darstellt, eingeweiht. Es handelt sich um die größte Statue in Taiwan.